# Clayton Fernandes Silva
Clayton Fernandes Silva, meglio noto come Clayton (Belo Horizonte, 11 gennaio 1999), è un calciatore brasiliano, attaccante del Rio Ave in prestito dal Vasco da Gama.

## Carriera
Ha trascorso la prima parte della sua carriera nelle serie inferiori del campionato brasiliano e nei campionati statali. Il 18 febbraio 2022, il Vila Nova decide di girarlo in prestito per una stagione al Coritiba. Debutta nel Brasileirão il 24 aprile successivo, nell'incontro pareggiato per 2-2 contro l'Atlético Mineiro.

## Statistiche

### Presenze e reti nei club
Statistiche aggiornate al 19 giugno 2022.
| Stagione        | Squadra           | Campionato      | Campionato | Campionato | Coppe nazionali | Coppe nazionali | Coppe nazionali | Coppe continentali | Coppe continentali | Coppe continentali | Altre coppe | Altre coppe | Altre coppe | Totale | Totale |
| Stagione        | Squadra           | Comp            | Pres       | Reti       | Comp            | Pres            | Reti            | Comp               | Pres               | Reti               | Comp        | Pres        | Reti        | Pres   | Reti   |
| --------------- | ----------------- | --------------- | ---------- | ---------- | --------------- | --------------- | --------------- | ------------------ | ------------------ | ------------------ | ----------- | ----------- | ----------- | ------ | ------ |
| 2019            | Lajeadense        | SD/RS           | 2          | 0          |                 | -               | -               |                    | -                  | -                  |             | -           | -           | 2      | 0      |
| 2020            | Juventude         | PD/RS           | 3          | 0          | CB              | 0               | 0               |                    | -                  | -                  |             | -           | -           | 3      | 0      |
| 2020            | Guarany de Sobral | D               | 13         | 3          |                 | -               | -               |                    | -                  | -                  |             | -           | -           | 13     | 3      |
| 2021            | Globo             | PD/RN           | 16         | 10         |                 | -               | -               |                    | -                  | -                  |             | -           | -           | 16     | 10     |
| 2021            | Vila Nova         | B               | 25         | 7          | CB              | 0               | 0               |                    | -                  | -                  | CV          | 4           | 0           | 29     | 7      |
| 2022            | Vila Nova         | PD/GO           | 7          | 3          | CB              | 0               | 0               |                    | -                  | -                  | CV          | 0           | 0           | 7      | 3      |
| 2022            | Coritiba          | A1/PR+A         | 6+9        | 0          | CB              | 4               | 2               |                    | -                  | -                  |             | -           | -           | 19     | 2      |
| 2022-2023       | Casa Pia          | PL              | 29         | 4          | CP+CdL          | 2+3             | 0               |                    | -                  | -                  |             | -           | -           | 34     | 4      |
| 2023-mar. 2024  | Casa Pia          | PL              | 24         | 8          | CP+CdL          | 2+4             | 0+4             |                    | -                  | -                  |             | -           | -           | 30     | 12     |
| mar.-ago. 2024  | Vasco da Gama     | A/RJ+A          | 2+6        | 0          | CB              | 0               | 0               |                    | -                  | -                  |             | -           | -           | 8      | 0      |
| Totale carriera | Totale carriera   | Totale carriera | 142        | 35         |                 | 15              | 6               |                    | -                  | -                  |             | 4           | 0           | 161    | 41     |

## Palmarès

### Club
- Campionato Potiguar: 1

Globo: 2021
- Campionato Paranaense: 1

Coritiba: 2022

### Individuale
- Capocannoniere della Coppa di Lega portoghese: 1

2023-2024 (4 gol, alla pari con Cassiano)